# Physoloba
Physoloba là một chi bướm đêm thuộc họ Geometridae.